# 大森正樹
大森 正樹（おおもり まさき、1945年6月6日 -　）は、日本の神学者、南山大学名誉教授。

## 経歴
兵庫県生まれ。1970年京都大学医学部精神医学卒、1979年京都大学大学院文学研究科西洋哲学博士課程満期退学、南山短期大学人間関係科専任講師、1982年助教授、1990年教授、2000年南山大学人文学部教授。2000年「エネルゲイアと光の神学 グレゴリオス・パラマス研究」で京都大学博士（文学）。2024年、瑞宝小綬章受章。

## 著書
- 『エネルゲイアと光の神学 グレゴリオス・パラマス研究』（創文社） 2000
- 『東方憧憬 キリスト教東方の精神を求めて』（新世社） 2000
- 『観想の文法と言語　東方キリスト教における神体験の記述と語り』（知泉書館、南山大学学術叢書） 2017
- 論文『ディオニュシオス『神名論』における 「テアルキア」について」[5]（『南山神学』33 号 2010 年 3 月）

## 翻訳
- 『マイスター・エックハルト 御言の形而上学と否定神学』（エミリ・ツム・ブルン, アラン・ド・リベラ、国文社） 1985
- 『東方キリスト教神学入門 つくられざるエネルゲイア』（ジョージ・A・マローニィ、新世社） 1988
- 『雅歌講話 ニュッサのグレゴリオス』（宮本久雄ほか共訳、新世社） 1991
- 『美と信仰 イコンによる観想』（マリア・ジョヴァンナ・ムジ、新世社、東方キリスト教叢書） 1994
- 『イエスの祈り』（オリヴィエ・クレマン, ジャック・セール、宮本久雄共訳、新世社、東方キリスト教叢書） 1995
- 『神学大全 第17冊 (第2-2部 34-56)』（トマス・アクィナス、大鹿一正, 小沢孝共訳、創文社） 1997
- 『フィロカリア 東方キリスト教霊性の精華 第7巻』（新世社） 2009
- 『フィロカリア 東方キリスト教霊性の精華 第8巻』（宮本久雄, 高橋雅人, 北垣創共訳、新世社） 2012
- 『フィロカリア 東方キリスト教霊性の精華 第9巻』（橋村直樹共訳、新世社） 2013
- 『東方教会の精髄 人間の神化論攷 聖なるヘシュカストたちのための弁護』（グレゴリオス・パラマス、知泉書館、知泉学術叢書） 2018